# 나라별 육군 목록
다음은 나라별 육군 목록이다.

## 목록
- 대한민국 육군

- 아제르바이잔 육군

- 인도네시아 육군

- 미국 육군

- 캐나다 육군

- 러시아 육군

- 우크라이나 육군

- 아르메니아군